# Reprezentacja Konga w piłce nożnej mężczyzn
Reprezentacja Konga w piłce nożnej nazywana Diables Rouges (Czerwone Diabły) – reprezentacja afrykańskiego kraju Kongo. Jest zarządzana przez Fédération Congolaise de Football, czyli Kongijski Związek Piłki Nożnej. Zespół Konga nigdy nie grał w Mistrzostwach Świata. Federacja Konga przystąpiła do FIFA w 1964 roku, a do CAF, czyli Afrykańskiej Federacji Piłkarskiej w 1966.
Największym osiągnięciem kongijskiej drużyny jest zdobycie Pucharu Narodów Afryki w 1972 r.
Obecnym selekcjonerem kadry Konga jest Barthélémy Ngatsono, który został wyznaczony na to stanowisko w wyniku nieprzedłużenia kontraktu ówczesnemu selekcjonerowi – Valdo Cândido de Oliveira Filho.

## Sukcesy
- Puchar Narodów Afryki:

- 1 raz (1972)

- Puchar CEMAC:

- 1 raz (2007)

- Puchar UDEAC:

- 1 raz (1990)
- 2 razy wicemistrzostwo

- Igrzyska Środkowo-Afrykańskie :

- 2 razy wicemistrzostwo

## Udział wMistrzostwach Świata
- 1930 – 1962 – Nie brało udziału (było kolonią francuską)
- 1966 – Występ nie zaakceptowany przez FIFA
- 1970 – Nie brało udziału
- 1974 – 1978 – Nie zakwalifikowało się
- 1982 – 1990 – Nie brało udziału
- 1994 – 2022 – Nie zakwalifikowało się

## Udział wPucharze Narodów Afryki
- 1957 – 1959 – Nie brało udziału (było kolonią francuską)
- 1962 – 1965 – Nie brało udziału (nie było członkiem CAF)
- 1968 – Faza grupowa
- 1970 – Nie brało udziału
- 1972 – Mistrzostwo
- 1974 – IV miejsce
- 1976 – Nie zakwalifikowało się
- 1978 – Faza grupowa
- 1980 – 1988 – Nie zakwalifikowało się
- 1990 – Nie brało udziału
- 1992 – Ćwierćfinał
- 1994 – 1998 – Nie zakwalifikowało się
- 2000 – Faza grupowa
- 2002 – 2013 – Nie zakwalifikowało się
- 2015 – Ćwierćfinał
- 2017 – 2023 – Nie zakwalifikowało się